# ام‌وی بسل
ام‌وی بسل (به انگلیسی: MV Bessel) یک کشتی بود که طول آن ۲۸۳ فوت ۷ اینچ (۸۶٫۴۴ متر) بود. این کشتی در سال ۱۹۲۵ ساخته شد.